# Sepsis baringoensis
Sepsis baringoensis är en tvåvingeart som beskrevs av Ozerov 2004. Sepsis baringoensis ingår i släktet Sepsis och familjen svängflugor.
Artens utbredningsområde är Kenya. Inga underarter finns listade i Catalogue of Life.